# Kurt Henkels
Kurt Henkels (né le 17 décembre 1910 à Solingen, mort le 12 juillet 1986 à Hambourg) est un musicien allemand de jazz.

## Biographie
Henkels, fils d'un artisan, apprend le violon à l'âge de huit ans. Après l'école, il suit à la demande de ses parents, une formation en arts graphiques. Il étudie le violon à Solingen, Wuppertal et Cologne. À 32 ans, Kurt Henkels, qui avait auparavant joué avec son propre groupe, est un musicien professionnel. Il joue également de la clarinette et du saxophone et joue maintenant avec son orchestre partout en Allemagne. En 1941, Kurt Henkels est appelé pour le service militaire, qu'il passe jusqu'en 1944 en tant que clarinettiste dans un corps de musique à Gdansk. Après la Seconde Guerre mondiale et sa sortie de la Wehrmacht, il réunit à Leipzig un orchestre de jeunes musiciens qui se produit avec succès au Capitol local et à l'Hôtel Elstertal. Les officiers de la radiodiffusion de Leipzig découvrent le groupe et, en 1947, Henkels est chargé par l’intendant soviétique de l’époque de Leipzig de constituer un big band. Le 1er septembre 1947, le Leipziger Tanzorchester Kurt Henkels devient le Rundfunk-Tanzorchester Leipzig sous sa direction.
Parmi les membres fondateurs de l'orchestre se trouvent des musiciens connus tels que Rolf Kühn (clarinette, saxophone), Walter Eichenberg (trompette), Günter Oppenheimer (piano), Fips Fleischer (batterie). Le big band de Leipzig devient rapidement l'un des plus connus et des plus populaires en Allemagne de l'Est, mais il est également populaire dans l'ouest du pays divisé et se fait connaître dans les milieux professionnels internationaux. Avec sa version en un jazz progressif de Cherokee, Henkels et son orchestre de Leipzig prennent la troisième place derrière Duke Ellington et Count Basie dans un classement d'un magazine français des disques de jazz de l'année.
Au cours des années suivantes, Henkels et son orchestre enregistrent non seulement pour la radio à Leipzig, mais également de nombreux disques pour le label AMIGA. Il collabore alors avec Irma Baltuttis, Ilja Glusgal, Rita Paul, Bully Buhlan, le Cornel Trio, Fred Frohberg, Udo Jürgens, Paul Kuhn, Fred Weyrich, Horst Winter, Fred Bertelmann, Cornelia Froboess, Evelyn Künneke… Certains des solistes du groupe tels que le trompettiste Horst Fischer, le clarinettiste Rolf Kühn et le saxophoniste Werner Baumgart quittent l'orchestre de Leipzig en 1949 et au début des années 1950 pour vivre à Berlin-Ouest ou en République fédérale.
L'orchestre donne des représentations dans les années 1950 à Moscou, Budapest, Prague et d'autres villes. En ce qui concerne le jazz, Henkels évolue désormais dans un contexte plus stylistique, marqué par des orchestres tels que Glenn Miller, Tommy Dorsey, Les Brown et Ray Anthony. Après un concert à Prague en mai 1959, où le groupe est célébré avec enthousiasme, les autorités de l’État informent Henkels qu’il lui est interdit de se produire à nouveau à l’étranger. À cette époque, il est décidé que le répertoire de son orchestre ne doit pas contenir plus de 40% de composition étrangère. Les répertoires doivent être soumises pour approbation, suivant le changement de politique culturelle de Moscou depuis 1955.
En juillet 1959, Henkels quitte Leipzig pour Munich puis Hambourg. Il justifie sa décision par des divergences croissantes avec le gouvernement de la RDA en ce qui concerne la fonction et le répertoire du groupe. En RDA, son nom disparaît des derniers disques qu'il a enregistrés et n'est pas mentionné dans les rééditions. Walter Eichenberg est le nouveau chef du Rundfunk-Tanzorchester Leipzig.
Peu de temps après, Kurt Henkels enregistre avec un orchestre de studio pour le label Ariola le LP Von Acht bis um Acht avec de la musique de danse et de swing. Les solos sont assurés par Horst Fischer, Albert Mangelsdorff, Rolf Kühn, Roy Etzel, Macky Kasper et Peter Kreuder.
À Hambourg, Henkels conduit à partir de 1961, l'orchestre de studio de la Norddeutscher Rundfunk, où il doit prendre en compte la compulsion commerciale de la télévision. En 1963, il laisse la direction à Rolf Kühn et fonde son propre orchestre pour la ZDF. En 1966, Henkels se retire de la scène. Il devient représentant commercial notamment pour une entreprise américaine d'enseignement à distance pour laquelle il fait de la publicité lors de visites à domicile. Plus tard, il travaille pendant plusieurs années en tant qu'employé de la maison d'édition Chappell à Hambourg, au nom de laquelle il est en contact avec les radiodiffuseurs allemands.

## Source de la traduction
- (de) Cet article est partiellement ou en totalité issu de l’article de Wikipédia en allemand intitulé « Kurt Henkels » (voir la liste des auteurs).